# 윌리엄 카토니베레

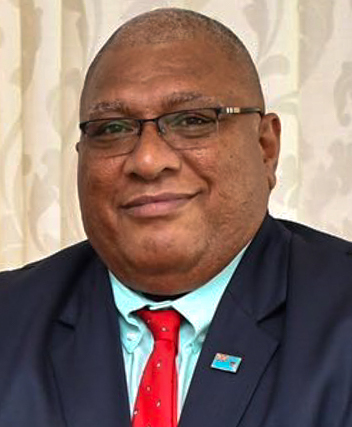

라투 윌리아메 마이발리 카토니베레(1964년 4월 20일~)는 피지의 추장이자 정치인으로 2021년부터 피지의 대통령직을 맡고 있다. 그는 2013년부터 마쿠아타 지방의 수장이 되어 그의 형인 아이세아 카토니베레의 뒤를 이었다. 그는 이전에 피지의 그레이트 씨 리프(Great Sea Reef)의 보존 이니셔티브에 참여했다.

## 생애
카토니베레는 1964년 4월 20일에 수바의 식민지 전쟁 기념 병원에서 라투 소소 카토니베레와 사마누누 보테이비와의 7남매 중 막내로 태어났다. 그는 1981년에 부아 콩글리지에서 중등 교육을 마치기 전에 드라이바 피지안 학교에 다녔다. 윌리엄 카토니베레는 바누아 레부의 마쿠아타, 나두리 마을 출신이다.  그는 피로메나 카토니베레와 결혼했으며 두 명의 자녀와 세 명의 손주가 있다. 19세의 나이에 카토니베레는 1984년에 피지 왕립군에 입대해 레바논 주재 유엔 임시군 소속으로 중동에서 두 차례 복무했다.  그는 영토군의 중령으로 진급했으며 영토군 제7보병연대의 지휘관으로 복무했다. 프랭크 바이니마라마 총리는 2021년 10월 21일ㅇ[ 카토니베레를 피지 공화국 대통령 후보로 지명했다. 그는 대통령 후보 지명을 수락했고, 의회는 다음날 대통령직에 대한 투표를 위해 소집되었다. 카토니베레는 28표를 얻어 경쟁자인 소델파 의원 테이무무 케파를 꺾었다. 사장이 되기 전에 윌리엄 카토니베레는 이전에 맡았던 모든 이사회 직책에서 사임했다. 카토니베레는 2021년 11월 12일에 지오지 콘로테의 뒤를 이어 제6대 피지 대통령으로 취임했다. 57세인 그는 공직을 맡은 최연소 인물이다. 그는 북부 디비전 출신의 두 번째 대통령이다(라투 페나이아 가닐라우 이후이다.). 윌리엄 카토니베레는 에펠리 나일라티카우 의장 앞에서 취임 선서를 하고 100명의 가드 오브 아너를 수여받았다.  2021년 11월 22일에 카토니베레는 의회의 새 회기를 열고 기조연설을 했다. 그는 자격을 갖춘 모든 피지인에게 코로나-19 예방 접종을 촉구하고 2021년 12월 1일에 국경 재개방을 앞두고 갑작스러운 가격 인상에 대해 경고했다.  그는 또한 평등을 위한 정부의 활동을 지지한다.

## 같이 보기
- 피지
- 대통령